# Attentato di Kedumim
L'attentato di Kedumim fu un attentato suicida palestinese avvenuto il 30 maggio 2006 in un veicolo vicino all'insediamento israeliano di Kedumim, in Cisgiordania. Nell'attentato morirono 4 persone (oltre all'attentatore suicida).
Le Brigate dei Martiri di al-Aqsa rivendicarono la responsabilità per l'attentato.

## L'attentato
Il 30 marzo 2006, intorno alle 21:45 locali, un attentatore suicida palestinese, travestito da autostoppista ebreo ortodosso e con addosso dell'esplosivo nascosto attaccato al suo corpo, è salito a bordo di un veicolo israeliano. L'attentatore suicida si fece esplodere vicino all'ingresso dell'insediamento israeliano di Kedumim vicino alla stazione di servizio fuori dal villaggio. L'esplosione uccise 4 israeliani (3 all'interno dell'auto e un'altra persona che si trovava vicino al veicolo).

### Vittime
- Rafi Halevy, 63 anni, di Kedumim;[5]
- Helena Halevy, 58 anni, di Kedumim;[6]
- Re'ut Feldman, 20 anni, di Herzliya;[7]
- Shaked Lasker, 16 anni, di Kedumim.[8]

## Conseguenze
In risposta all'attentato, gli aerei da guerra israeliani distrussero una serie di obiettivi nel nord di Gaza che l'IDF sosteneva essere stati utilizzati da organizzazioni terroristiche palestinesi per lanciare razzi in Israele.